# Георгій Квірікашвілі
Георгій Джемалович Квірікашвілі (груз. გიორგი კვირიკაშვილი; нар. 20 липня 1967, Тбілісі, Грузинська РСР) — грузинський політичний і державний діяч, прем'єр-міністр Грузії з 30 грудня 2015 до 20 червня 2018 року.

## Освіта
У 1984 році закінчив фізико-математичну школу-інтернат ім. В. М. Комарова. У 1984—1991 рр. навчався в Тбіліському державному медичному університеті на терапевта. У 1986—1988 рр. призивався на обов'язкову військову службу до лав радянської армії. В 1990—1995 рр. проходив навчання Тбіліському державному університеті імені Іване Джавахішвілі на факультеті економіки, за фахом — планування промисловості. У 1997—1998 рр. навчався в Іллінойському університеті, отримав ступінь магістра наук в області фінансів.

## Кар'єра
- 1993—1996 рр. — почав фінансову кар'єру в «Об'єднаному Грузинському Банку». Дослужився до заступника начальника кредитного департаменту.
- 1996—1997 рр. — віцепрезидент «Експорт-Імпорт Банку».
- 1997—1998 рр. — директор філії департаменту управління «Об'єднаного Грузинського Банку».
- З 1999 року працював в державній канцелярії заступником начальника фінансової, грошово-кредитної та зовнішньоекономічної служби, пізніше — керівником групи розвитку малого і середнього бізнесу спільної програми Уряду Грузії й USAID;
- 1999—2004 рр. — член парламенту Грузії, заступник голови Комітету з питань економічної політики. Після трояндової революції й приходу до влади Міхеіла Саакашвілі, пішов з державної роботи, повернувшись у бізнес.
- 2004—2006 рр. — консультант виконавчої дирекції Першого Комерційного Банку.
- 2006—2011 рр. — генеральний директор «Карту Банку».
- 25 жовтня 2012 року стає міністром економіки та сталого розвитку в новому уряді Грузії на чолі з Бідзіною Іванішвілі.
- 1 вересня 2015 року призначений на посаду міністра закордонних справ Грузії.
- 30 грудня 2015 року Георгій Квірікашвілі став прем'єр-міністром Грузії, після того як парламент Грузії на пленарному засіданні затвердив його кандидатуру і підтримав поданий ним склад уряду[4][5].
- 13 червня 2018 року Квірікашвілі оголосив про свою відставку, виконував обов'язки прем'єра до 20 червня 2018.